# Prima di domani (singolo)
Prima di domani è un singolo del cantautore italiano Fabrizio Moro e del rapper italiano Il Tre, pubblicato il 25 marzo 2025.

## Descrizione
Il brano, scritto da entrambi gli artisti, è prodotto da Francesco Catitti, in arte Katoo, ed è ispirato al tema del suicidio.

## Video musicale
Il video musicale vede alla regia lo stesso Moro e Daniele Tofani come direttore della fotografia, ed è stato pubblicato in concomitanza all'uscita del brano attraverso il canale YouTube di Fabrizio Moro.

## Tracce
Testi di Fabrizio Mobrici e Guido Luigi Senia, musiche di Fabrizio Mobrici, Guido Luigi Senia e Roberto Cardelli.
1. Prima di domani – 2:48

## Formazione
- Fabrizio Moro – voce
- Il Tre – voce
- Francesco "Katoo" Catitti – chitarra, chitarra basso, sintetizzatore, produzione, registrazione
- Giuseppe Tacchi – masterizzazione, missaggio